# Sarah-Léonie Cysique
Sarah-Léonie Cysique (6 juli 1998) is een Frans judoka. Cysique won tijdens de Olympische Zomerspelen 2020 de gouden medaille met het gemengde team, individueel verloor zij in het lichtgewicht de Olympische finale van de Kosovaarse Nora Gjakova.

## Resultaten

### Olympische Zomerspelen
| Editie | Plaats | Resultaten                |
| ------ | ------ | ------------------------- |
| 2021   | Tokio  | lichtgewicht gemengd team |

### Wereldkampioenschappen
| Jaar | Plaats   | Resultaten   |
| ---- | -------- | ------------ |
| 2022 | Tasjkent | gemengd team |
| 2023 | Doha     | gemengd team |

### Europese kampioenschappen
| Jaar | Plaats      | Resultaten |
| ---- | ----------- | ---------- |
| 2020 | Praag       | -57 kg     |
| 2021 | Lissabon    | -57 kg     |
| 2022 | Sofia       | -57 kg     |
| 2023 | Montpellier | -57 kg     |

2020: Clarisse Agbegnenou & Amandine Buchard & Sarah-Léonie Cysique & Romane Dicko & Madeleine Malonga & Margaux Pinot & Guillaume Chaine & Axel Clerget & Alexandre Iddir & Kilian Le Blouch & Teddy Riner · 
2024: Shirine Boukli & Joan-Benjamin Gaba & Amandine Buchard & Walide Khyar & Sarah-Léonie Cysique & Luka Mkheidze & Clarisse Agbegnenou & Alpha Oumar Djalo & Marie-Ève Gahié & Maxime-Gaël Ngayap Hambou & Romane Dicko & Aurelien Diesse & Madeleine Malonga & Teddy Riner